# Batalha de Guam (1941)
A Primeira Batalha de Guam foi um confronto militar travado durante a Guerra do Pacífico, no contexto da Segunda Guerra Mundial. Os japoneses invadiram Guam, nas Ilhas Marianas, em 8 de dezembro de 1941 e em apenas dois dias a ilha havia caído. A pequena guarnição americana lutou bravamente mas foi rapidamente sobrepujada e boa parte deles se renderam. O Japão permaneceria ocupando Guam até agosto de 1944, quando os Estados Unidos retomaram a ilha na Segunda Batalha de Guam.